# Bobsleigh als Jocs Olímpics d'Hivern de 1968
Als Jocs Olímpics d'Hivern de 1968 celebrats a la ciutat de Grenoble (França) es disputaren dues proves de bobsleigh, ambdues en categoria masculina. Les proves es realitzaren entre els dies 8 i 11 de febrer (bobs a 2) i el dia 16 de febrer (bobs a 4) de 1968 a la Piste de Bobsleigh situada a Aup d'Uès. Hi participaren un total de 90 corredors d'11 comitès nacionals diferents.

## Resum de medalles
| Prova            | Or                                                                                     | Argent                                                                              | Bronze                                                                    |
| Bobs a 2 detalls | Itàlia · Itàlia IEugenio Monti · Luciano de Paolis                                     | RFA · RFA IHorst Floth · Pepi Bader                                                 | Romania · Romania IIon Panțuru · Nicolae Neagoe                           |
| Bobs a 4 detalls | Itàlia · Itàlia IEugenio Monti · Luciano de Paolis · Roberto Zandonella · Mario Armano | Àustria · Àustria IErwin Thaler · Reinhold Durnthaler · Herbert Gruber · Josef Eder | Suïssa · Suïssa IJean Wicki · Hans Candrian · Willi Hofmann · Walter Graf |

## Medaller
| Posició | País    | Or | Argent | Bronze | Total |
| 1       | Itàlia  | 2  | 0      | 0      | 2     |
| 2       | Àustria | 0  | 1      | 0      | 1     |
| 2       | RFA     | 0  | 1      | 0      | 1     |
| 4       | Romania | 0  | 0      | 1      | 1     |
| 4       | Suïssa  | 0  | 0      | 1      | 1     |